# Johannes Bartmann
Johannes Konrad Bartmann (* 3. Juni 1881 in Frankfurt am Main; † 26. November 1933 in Bad Homburg vor der Höhe) war ein deutscher Landrat. 

## Leben
Johannes Bartmann war ein Sohn des Ökonomierats Christian Bartmann und dessen Ehefrau Auguste Lüdecke.
Nach dem Abitur am Kaiser-Friedrich-Gymnasium in Frankfurt im Jahre 1900 absolvierte er ein Studium der Rechtswissenschaften an den Universitäten in Lausanne, Heidelberg und Greifswald, legte im März 1904 sein erstes juristisches Staatsexamen ab und kam  als Referendar zum Amtsgericht Idstein, Landgericht Frankfurt am Main,  zur  Bezirksregierung Schleswig, zum Landratsamt Husum und zum Magistrat der Stadt Neumünster. Als Referendar schloss er sich der Gesellschaft für Frankfurts Geschichte und Kunst an.
Am 27. August 1910 bestand er in einer Wiederholungsprüfung das Große juristische Staatsexamen mit dem Prädikat „ausreichend“, nachdem er zuvor die Prüfung nicht bestanden hatte und für 9 Monate an die Bezirksregierung Schleswig zurückverwiesen wurde. 
Im September 1910 wurde er Regierungsassessor beim Landratsamt Marienwerder und war während des Ersten Weltkrieges in der Zivilverwaltung in Flandern eingesetzt, bis er im Dezember 1918 zur Bezirksregierung Wiesbaden versetzt wurde. 
Im März 1920 erhielt er den Auftrag zur kommissarischen Verwaltung des Kreises Freystadt in Niederschlesien und kam am 25. September 1920 in gleicher Funktion zum Dillkreis, wo er am 26. November die definitive Anstellung als Landrat erhielt. 
Zum 1. Juni 1923 wechselte er als Regierungsrat zur Bezirksregierung Köslin und wurde zum 18. März 1924 in den einstweiligen Ruhestand versetzt. 
Bartmann war zum 1. September 1932 in die NSDAP (Mitgliedsnummer 1.288.127) und zum 23. August 1932 in die SA eingetreten.
Am 26. November 1933 schied er durch Suizid aus dem Leben. 